# نزلة تندة
قرية نزلة تندة هي إحدى القرى التابعة لمركز ملوى بمحافظة المنيا في جمهورية مصر العربية. حسب إحصاءات سنة 2006، بلغ إجمالي السكان في نزلة تندة 2457 نسمة، منهم 1282 رجلا و1175 امرأة.